# Harpadon microchir
Harpadon microchir es una especie de pez teleósteo, que pertenece a la familia Synodontidae, que vive principalmente en el Indo-Pacífico.